# ميخاليس رومانيديس
ميخاليس رومانيديس (باليونانية: Μιχάλης Ρωμανίδης) مواليد 19 يونيو 1966 في سالونيك، هو لاعب كرة سلة يوناني سابق. بدأ مسيرته الاحترافية في سنة 1982. حقق المركز الأول في بطولة أمم أوروبا لكرة السلة 1987. اعتزل اللعب في 1994.

## الإنجازات
- الدوري اليوناني لكرة السلة : (1983، 1985، 1986، 1987، 1988، 1989، 1990، 1991)
- كأس اليونان لكرة السلة : (1985، 1987، 1988، 1989، 1990، 1992)
- بطولة أمم أوروبا لكرة السلة 1987:  ذهبية

## روابط خارجية
- ميخاليس رومانيديس على موقع الاتحاد الدولي لكرة السلة (الإنجليزية)